# Indigofera lacei
Indigofera lacei är en ärtväxtart som beskrevs av William Grant Craib. Indigofera lacei ingår i släktet indigosläktet, och familjen ärtväxter. Inga underarter finns listade i Catalogue of Life.